# Goleniów (gmina)
Goleniów est une gmina mixte du powiat de Goleniów, Poméranie occidentale, dans le nord-ouest de la Pologne. Son siège est la ville de Goleniów, qui se situe environ 22 km au nord-est de la capitale régionale Szczecin.
La gmina couvre une superficie de 443,06 km2 pour une population de 35 747 habitants en 2016.

## Géographie
Outre la ville de Goleniów, la gmina inclut les villages de Bącznik, Białuń, Bolechowo, Bolesławice, Borzysławiec, Budno, Burowo, Bystra, Czarna Łąka, Danowo, Dobroszyn, Domastryjewo, Glewice, Gniazdowo, Grabina, Imno, Ininka, Inoujście, Iwno, Kamieniska, Kąty, Kępy Lubczyńskie, Kliniska Wielkie, Komarowo, Krępsko, Krzewno, Łaniewo, Łęsko, Łozienica, Lubczyna, Marszewo, Miękowo, Modrzewie, Mosty, Mosty-Osiedle, Nadrzecze, Niedamierz, Niewiadowo, Podańsko, Pucice, Pucie, Pucko, Rurka, Rurzyca, Smolniki, Stawno, Święta, Tarnowiec, Tarnówko, Twarogi, Wierzchosław, Zaborze, Zabród, Załom, Zamęcie, Żdżary, Żółwia et Żółwia Błoć.
La gmina borde la ville de Szczecin et les gminy de Kobylanka, Maszewo, Osina, Police, Przybiernów, Stargard Szczeciński et Stepnica.